# Filosofía del lenguaje ordinario
La filosofía del lenguaje ordinario es una metodología filosófica que considera que los problemas tradicionales en la filosofía tienen su raíz en malentendidos que los filósofos desarrollan al distorsionar u olvidar cómo se usan ordinaria o cotidianamente las palabras para transmitir significado en contextos no filosóficos. «Tales usos 'filosóficos' del lenguaje, desde esta perspectiva, crean los problemas filosóficos mismos que deberían resolver».
Esta aproximación implica por lo general romper con «teorías» filosóficas en favor de una atención minuciosa a los detalles del uso del lenguaje «ordinario» cotidiano. Sus formas más tempranas están asociadas con la obra posterior de Ludwig Wittgenstein y la de una serie de filósofos de mediados del siglo XX que pueden categorizarse en dos grupos principales, ninguno de los cuales puede ser descrito como una «escuela» organizada. En sus etapas más tempranas, contemporáneos de Wittgenstein en la Universidad de Cambridge, tales como Norman Malcolm, Alice Ambrose, Friedrich Waismann, Oets Kolk Bouwsma o Morris Lazerowitz, empezaron a desarrollar ideas reconocibles como «filosofía del lenguaje ordinario». Tales ideas se desarrollaron aún más a partir de 1945 a través de la obra de algunos filósofos de la Universidad de Oxford, inicialmente liderados por Gilbert Ryle, y seguidos posteriormente por J. L. Austin y Paul Grice. En este grupo de Oxford se incluye también a H. L. A. Hart, Geoffrey Warnock, J. O. Urmson y P. F. Strawson. La estrecha asociación entre la filosofía del lenguaje ordinario y tales pensadores posteriores ha llevado a que se la denomine ocasionalmente «filosofía de Oxford». La publicación póstuma en 1953 de la obra Investigaciones filosóficas de Wittgenstein solidificó aún más la noción de filosofía del lenguaje ordinario. Filósofos de la generación posterior a Austin que utilizaron los métodos de la filosofía del lenguaje ordinario incluyen entre otros a Antony Flew, Stanley Cavell, John Searle u Oswald Hanfling. En la actualidad, Alice Crary, Nancy Bauer, Sandra Laugier, así como teóricos literarios como Toril Moi, Rita Felski o Shoshana Felman han adoptado las enseñanzas de Cavell en particular, generando un resurgimiento del interés en la filosofía del lenguaje ordinario.

## Ideas centrales
Es importante señalar que la filosofía del lenguaje ordinario no se desarrolló como una teoría unificada, ni se trata de un programa organizado, como tal. De hecho, las figuras que hoy conocemos como filósofos del «lenguaje ordinario» no se referían a sí mismos como tales y la expresión originalmente era un término más bien peyorativo, utilizado por sus detractores. Si bien cada uno de estos filósofos se preocupó a veces, de una u otra manera, por nuestro uso del lenguaje ordinario, no está claro en lo absoluto qué se supone que implica este rótulo además de ello, ni está claro que los distintos filósofos así etiquetados merezcan ser agrupados.La filosofía del lenguaje ordinario es (además de un movimiento histórico) fundamentalmente una metodología, comprometida con el estudio minucioso y cuidadoso de los usos de las expresiones del lenguaje, especialmente de las filosóficamente problemáticas, y es el compromiso con esta metodología como la más propia y fructífera para la disciplina filosófica lo que unifica una serie de puntos de vista que, de otro modo, serían dispares e independientes.
Desde esta perspectiva, los problemas tradicionales de la filosofía (o metafísica) no son en absoluto problemas genuinos, sino confusiones generadas por malentendidos sobre el lenguaje o por el mal uso que se hace de él, y los problemas aparentes no pueden resolverse, sino disolverse, y la confusión puede disiparse. Los rompecabezas filosóficos son creados por una inclinación a afirmar algo absurdamente en desacuerdo con el sentido común por lo que parecen razones convincentes (p. ej., que no tenemos conocimiento de, o que no hay, cosas materiales, personas distintas de nosotros mismos, acontecimientos pasados, leyes de la naturaleza, etc.).
El Wittgenstein posterior afirmaba que los significados de las palabras residen en sus usos ordinarios y que por tal razón los filósofos tropiezan con palabras tomadas en abstracción. De ahí la idea de que la filosofía se había metido en problemas al intentar usar palabras fuera del contexto de su uso en el lenguaje ordinario. Por ejemplo, «entendimiento» es lo que se quiere decir cuando se dice «entiendo». «Conocimiento» es lo que se quiere decir cuando se dices «conozco» o «sé». La cuestión es que ya se sabe qué es «entendimiento» o «conocimiento», al menos de manera implícita. No es aconsejable que los filósofos construyan nuevas definiciones de estos términos, porque esto se trataría necesariamente de una redefinición, y el argumento puede convertirse en un sinsentido autorreferencial. Más bien, los filósofos y filósofas deben explorar las definiciones que ya tienen estos términos, sin forzar redefiniciones convenientes sobre ellos.
La controversia empieza realmente cuando filósofos del lenguaje ordinario aplican la misma tendencia niveladora a preguntas tales como ¿Qué es la Verdad? o ¿Qué es la Conciencia? Filósofos en esta escuela insistirían en que no podemos asumir que (por ejemplo) la verdad «es» una «cosa» (en el mismo sentido en que las mesas o las sillas son «cosas») que representa la palabra «verdad». En cambio, se debe examinar las diferentes maneras en que las palabras «verdad» o «conciencia» funcionan realmente en el lenguaje ordinario. Bien podríamos descubrir, tras la investigación, que no hay una entidad única a la que corresponda la palabra «verdad», punto que Wittgenstein intentó transmitir por medio de su concepto de «parecido de familia» (cf. Investigaciones filosóficas). Por lo tanto, los filósofos del lenguaje ordinario tienden a ser antiesencialistas.

## Historia
La filosofía analítica temprana tenía una perspectiva menos positiva sobre el lenguaje ordinario. Bertrand Russell, por ejemplo, tendía a desestimar el lenguaje por considerarlo de escasa importancia filosófica y el lenguaje ordinario en particular por considerarlo demasiado confuso para ayudar a resolver problemas metafísicos o epistemológicos. Asimismo, Gottlob Frege, el Círculo de Viena (en particular Rudolf Carnap), el joven Wittgenstein y W. V. O .Quine intentaron mejorarlo, en particular empleando los recursos de la lógica moderna. En su Tractatus logico-philosophicus, Wittgenstein más o menos concordaba con Russell en que el lenguaje debería reformularse de manera que fuera inequívoco y representara precisamente el mundo, para poder abordar mejor cuestiones filosóficas.
Por el contrario, el Wittgenstein posterior describió su tarea como la de «regresar las palabras de su uso metafísico a su uso cotidiano». El cambio radical suscitado por su obra inédita en la década de 1930 se enfocó en gran medida en la idea de que no hay nada malo con el lenguaje ordinario tal como es, y que muchos problemas filosóficos tradicionales son de hecho sólo ilusiones provocadas por malentendidos respecto al lenguaje y temas relacionados. La primera idea llevó a que se rechazaran los planteamientos de filosofía analítica previa—y podría decirse que los de cualquier filosofía previa— mientras que la segunda llevó a que se sustituyeran por una atención cuidadosa al lenguaje en su uso normal, con el fin de «disolver» la aparición de problemas filosóficos, en vez de intentar resolverlos. En sus comienzos, la filosofía del lenguaje ordinario (o «filosofía lingüística») se consideró una extensión o una alternativa a la filosofía analítica.  A menudo se señala que G. E. Moore ejerció una gran influencia en el desarrollo temprano de la filosofía del lenguaje ordinario (aunque él mismo no fuera un filósofo del lenguaje ordinario), en la medida en que inició un enfoque y un interés en las opiniones de «sentido común» sobre la realidad.
En gran medida, el análisis del lenguaje ordinario floreció y se desarrolló en la Universidad de Oxford en la década de 1940, bajo la dirección de J. L. Austin y G. Ryle, y estuvo bastante diseminado durante un tiempo antes de un rápido declive en popularidad a finales de la década de 1960 y comienzos de la de 1970. A pesar de tal declive, Stanley Cavell y John Searle (ambos estudiantes de J. L. Austin) publicaron en 1969 libros seminales que se inspiraron significativamente en la tradición del lenguaje ordinario. Cavell adoptó más explícitamente el estandarte de la filosofía del lenguaje ordinario e inspiró a una generación de filósofos y teóricos de la literatura a reexaminar los méritos de esta aproximación filosófica, al tiempo que se distanciaba de las limitaciones de la filosofía analítica tradicional. Esto llevó a un resurgimiento relativamente reciente del interés por esta metodología, que con algunas actualizaciones, debidas particularmente a la literatura y a las enseñanzas de Cavell, se ha convertido a su vez en un pilar de lo que podría denominarse filosofía postanalítica. Buscando evitar el lenguaje cada vez más metafísico y abstruso típico de la filosofía analítica de corriente principal, el posthumanismo y el postestructuralismo, varios filósofos y filósofas feministas han adoptado los métodos de la filosofía del lenguaje ordinario. Muchos de tales filósofos fueron estudiantes o colegas de Cavell.
Hay algunas afinidades entre la filosofía del lenguaje ordinario contemporánea y el pragmatismo (o neopragmatismo) filosófico. De manera interesante, el filósofo pragmatista F. C. S. Schiller podría ser interpretado como un precursor de la filosofía del lenguaje ordinario, en particular en su famosa obra Los enigmas de la esfinge.
Séneca (el Joven) describió las actividades de otros filósofos de formas que reflejan algunas de las mismas preocupaciones de los filósofos del lenguaje ordinario.
Pues también estos hombres nos han dejado, no descubrimientos positivos, sino problemas cuya solución está aún por buscarse. Podrían, tal vez, haber descubierto lo esencial de no haber buscado también lo superfluo. Perdieron mucho tiempo en nimiedades sobre palabras y en argumentaciones sofísticas; todo ese tipo de cosas ejercitan el ingenio inútilmente. Se hacen nudos y se atan palabras con doble sentido, para luego intentar desatarlos. ¿Tenemos el suficiente tiempo libre para tal cosa? ¿Sabemos ya cómo vivir o cómo morir? Más bien deberíamos proceder con toda nuestra alma hacia el punto en el que es nuestro deber tener cuidado para que las cosas, así como las palabras, no nos engañen. ¿Por qué, por favor, hacéis distinción entre palabras similares, cuando nadie se deja engañar por ellas excepto durante la discusión? Son las cosas las que nos extravían: es entre las cosas entre las que hay que discriminar.

## Críticas
Uno de los críticos más fervientes de la filosofía del lenguaje ordinario ha sido Ernest Gellner, estudiante de Oxford (y posteriormente filósofo), según el cual:

"[A]t that time the orthodoxy best described as linguistic philosophy, inspired by Wittgenstein, was crystallizing and seemed to me totally and utterly misguided. Wittgenstein's basic idea was that there is no general solution to issues other than the custom of the community. Communities are ultimate. He didn't put it this way, but that was what it amounted to. And this doesn't make sense in a world in which communities are not stable and are not clearly isolated from each other. Nevertheless, Wittgenstein managed to sell this idea, and it was enthusiastically adopted as an unquestionable revelation. It is very hard nowadays for people to understand what the atmosphere was like then. This was the Revelation. It wasn't doubted. But it was quite obvious to me it was wrong. It was obvious to me the moment I came across it, although initially, if your entire environment, and all the bright people in it, hold something to be true, you assume you must be wrong, not understanding it properly, and they must be right. And so I explored it further and finally came to the conclusion that I did understand it right, and it was rubbish, which indeed it is."
<r/>
«[E]n aquella época la ortodoxia mejor descrita como filosofía lingüística, inspirada por Wittgenstein, estaba cristalizando y me pareció total y absolutamente descaminada. La idea básica de Wittgenstein era que no hay solución general a los problemas otra que la costumbre de la comunidad. Las comunidades son lo último. Él no lo expresaba así, pero a eso equivalía. Y esto no tiene sentido en un mundo en el que las comunidades no son estables y no están claramente aisladas unas de otras. Sin embargo, Wittgenstein consiguió vender esta idea y fue adoptada con entusiasmo como una revelación incuestionable. Hoy en día es muy difícil para la gente entender cómo era el ambiente entonces. Esta era la Revelación. No se dudaba de ella. Pero era bastante obvio para mi que estaba equivocada. Era obvio para mí en el momento en que me topé con ella, aunque inicialmente, si todo tu entorno, y todas las personas brillantes en él, afirman que algo es cierto, asumes que eres tú quien debe estar equivocado, no entendiéndolo correctamente, y que ellos deben tener razón. Así que lo exploré más a fondo y finalmente llegué a la conclusión de que sí lo había entendido bien, y que era basura, como de hecho lo es».
Ernest Gellner (Entrevista con John Davis, 1991)

Gellner criticó la filosofía del lenguaje ordinario en su libro Words and Things (Palabras y cosas) publicado en 1959.